# Syzygium mishmiense
Syzygium mishmiense là một loài thực vật có hoa trong Họ Đào kim nương. Loài này được Chatterjee miêu tả khoa học đầu tiên năm 1948.